# السینور (میزوری)
السینور (به انگلیسی: Ellsinore) یک شهر در ایالات متحده آمریکا است که در شهرستان کارتر، میزوری واقع شده‌است. السینور ۱٫۲۷ کیلومتر مربع مساحت و ۴۴۶ نفر جمعیت دارد و ۲۲۷ متر بالاتر از سطح دریا واقع شده‌است.